# Mike Huckaby
Mike Huckaby (4 de enero de 1966 - 24 de abril de 2020) fue un DJ estadounidense que produjo música electrónica.

## Biografía
Fue una figura importante del movimiento de la deep house en América del Norte en la década de 1980. Comenzó su carrera en 1995 con una combinación de techno, groove y jazz de Detroit. Él creía que la Música de Detroit ayudó a definir la atmósfera de la ciudad.
Entre 1992 y 2005, trabajó en Roseville, Míchigan, tienda Record Time como comprador de la sala de baile, un espacio separado dentro de la tienda dedicado exclusivamente a singles de house, techno y hip-hop de 12 pulgadas. Este fue un período rico para la música dance de Detroit, en particular, y Huckaby fue un incansable campeón de la música local.

## Muerte
Huckaby murió el 24 de abril de 2020, a los 54 años después de contraer COVID-19.

## Discografía[5]
- Deep Transportation Vol. 1 (1995)
- Deep Transportation Vol. 2 (1997)
- The Jazz Republic (1997)
- Harmonie Park Classics Vol. 1 (2002)
- Classics Series Vol. 2 (2004)
- My Life With The Wave (2007)
- Sessions (2007)